# Eresidae
Eresidae este o familie de păianjeni araneomorfi.

## Descriere
Caracteristica cea mai importantă a acestei familii constă în prezența plăcii epigenitale la femele, care înconjoară orificiul genital. Corpul este acoperit cu păr fin și scurt, dându-le aspect catifelat. Picioarele sunt scurte și robuste. Cu excepția genului Wajane, care sunt cribellate (utilizează cribellum pentru producere unei mătase pufoase), toate speciile sunt ecribellate.

## Modul de viață
Păianjenii din familia Eresidae construiesc pânze neregulate cu un tub de mătase, îngropat în sol sau țesut printre plante. Unele specii sunt aproape semisociale, lipsite doar de un sistem de castă ca la furnici. Aceștia cooperează în creștere tinerilor păianjeni – un lucru foarte neobișnuit la păianjeni. Aceasta se întâlnește și la păianjenii africani din genul Agelena și alte câteva specii, în rest majoritatea păianjenilor își cresc puii independent.

## Răspândire
Speciile Eresidae se întâlnesc în Europa, Asia (cu excepția Arabieie și Asiei de Sud-Vest), Africa, Madagascar și Brazilia. 

## Sistematică
Familia cuprinde aproximativ 100 de specii grupate în 10 genuri. Clasificarea speciilor după Joel Hallan Biology Catalog.
- Eresinae C. L. Koch, 1851

- Adonea Simon, 1873 — Regiunea mediteraneană
- Dorceus C. L. Koch, 1846 — Africa
- Dresserus Simon, 1876 — Africa
- Eresus Walckenaer, 1805 — Palearctic, Morocco
- Gandanameno Lehtinen, 1967 — Africa
- Paradonea Lawrence, 1968 — Africa
- Seothyra Purcell, 1903 — Africa
- Stegodyphus Simon, 1873 — Africa, Madagascar, Brazilia, Eurasia

- Penestominae C. L. Koch, 1851

- Penestomus Simon, 1902 — Africa de Sud
- Wajane Lehtinen, 1967 — Africa de Sud